# العبودية في الخلافة العباسية
كانت العبودية المِلكية جزءًا رئيسيًا من المجتمع والثقافة والاقتصاد في عهد الخلافة العباسية (750-1258) التي شملت معظم منطقة الشرق الأوسط خلال العصر الذهبي الإسلامي. اعتُبرت العبودية ممارسة مهمة أيضًا في عهد الخلافة الأموية (661-750)، لكن التجارة بالعبيد في العالم الإسلامي بلغت خلال الخلافة العباسية نطاقًا تجاريًا وصناعيًا أكثر استدامة، إذ ابتكروا طرقًا جديدةً لتجارة العبيد استمرت لعدة قرون.
كانت الخلافة العباسية وجهةً رئيسيةً لتجارة العبيد، إذ كانوا يجلبونهم من عدة مناطق، وخصوصًا المناطق غير المسلمة مثل إفريقيا الوثنية في الجنوب وأوروبا المسيحية والوثنية في الشمال وآسيا الوسطى والهند الوثنية في الشرق، لأن الشريعة الإسلامية منعت استعباد المسلمين.
كان هؤلاء العبيد يصلون من الشمال عبر تجارة العبيد في البلقان ومسار نهر الفولغا ومن الشرق عبر تجارة العبيد في بخارى ومن الغرب عبر تجارة العبيد الأندلسية وتجارة العبيد عبر الصحراء الكبرى وتجارة العبيد عبر البحر الأحمر ومن الجنوب عبر تجارة العبيد في المحيط الهندي. استمرت تجارة العبيد ونظام العبودية في المنطقة خلال فترة الحكم اللاحقة في سلطنة المماليك (1258-1517)، حتى انتهاء العبودية في الإمبراطورية العثمانية (1517-1922) في القرن العشرين.

## التجارة بالعبيد
كانت التجارة بالعبيد خلال الخلافة الأموية قائمةً إلى حد كبير على أسرى الحروب والأشخاص الذين استُعبدوا كجزء من فرض الضرائب. لكن التجارة بالعبيد أصبحت منظمةً أكثر لتزود الأسواق بالعبيد في البصرة وبغداد وسامراء خلال الخلافة العباسية. توسع نطاق الرق عبر تجارة العبيد في تلك الحقبة، سواء من الأسرى أو العبيد المفروضين كجزء من الضرائب أو الجزية.

### أسرى الحروب
ظل العرف المتمثل في استعباد المحاربين والمدنيين خلال الحروب قائمًا، إذ تعرضت مدينة عمورية في عام 838 لدمار شامل خلال الحرب العمورية أثناء الغزو العباسي، قُتِل العديد من سكانها واستُعبد الباقون واستمرت عملية بيع الغنائم لمدة خمسة أيام وفقًا للروايات العربية. توزع غالبية الناجين كعبيد بين قادة الجيش، بينما أُرسل القادة العسكريين إلى الخليفة. ذكر المؤرخ البيزنطي ثيوفانيس كونتينواتوس أن عدد القتلى بلغ 70,000 شخص، بينما سجل المؤرخ العربي المسعودي أن عدد القتلى كان 30,000 شخص. أمر المعتصم بحرق المدينة بالكامل بعد أن أرسل ثيوفيلوس خبر سقوط المدينة، لتبقى جدرانها فقط شبه سليمة. أُطلق سراح العديد من الناجين بعد هدنة في عام 841، لكن نُقِل المسؤولين البارزين إلى عاصمة الخليفة في سامراء، حيث أعدموا بعد عدة سنوات بسبب رفضهم دخول الإسلام، ليصبحوا معروفين بشهداء عمورية الـ42.

### العبيد بسبب الجزية

#### معاهدة البقط
كانت مملكة مقرة المسيحية -الواقعة في دنقلا أو ما تُعرف الآن بالسودان- ملزمة بموجب معاهدة البقط بتقديم ما بين 360 و400 عبد سنويًا إلى مصر الإسلامية.

### تجارة العبيد الأفارقة
أُشير إلى العبيد الأفارقة بالزنوج في عهد الخلافة العباسية، وكانوا المفضلين للعمل في الأعمال الشاقة.

#### تجارة العبيد عبر البحر الأحمر
كانت تجارة العبيد من أفريقيا إلى شبه الجزيرة العربية عبر البحر الأحمر ذات جذور قديمة. إذ كانت أهداف الحروب في الجزيرة العربية قبل الإسلام تتمحور حول العبودية، كما كان يُستورد العبيد من إثيوبيا عبر البحر الأحمر أيضًا. ويبدو أنها قد بدأت على الأقل منذ القرن الأول الميلادي، إذ كان يتم تهريب الأفارقة المستعبَدين إلى شبه الجزيرة العربية واليمن عبر البحر الأحمر.
توسعت تجارة العبيد عبر البحر الأحمر بشكل ملحوظ خلال الفترة الإسلامية وخاصة خلال الخلافة العباسية. إذ نُقل العبيد الأفارقة في القرن التاسع الميلادي من أفريقيا إلى أسواق العبيد في جدة ومكة والمدينة المنورة عبر البحر الأحمر، ثم نُقِلوا من هناك إلى سوق العبيد في بغداد عبر الصحراء بواسطة القوافل. استمرت تجارة العبيد عبر البحر الأحمر بين أفريقيا وشبه الجزيرة العربية لعدة قرون حتى لُغيت نهائيًا في الستينيات من القرن العشرين، عند إلغاء العبودية في السعودية عام 1962.

#### تجارة العبيد عبر المحيط الهندي
هُرّب العبيد من شرق أفريقيا إلى الخليج الفارسي عبر المحيط الهندي بواسطة السفن الشراعية، ومن هناك إلى رأس الخيمة ودبي وبندر عباس وبوشهر والبصرة.

### تجارة العبيد الآسيوية

#### الهنود
ازدهرت تجارة العبيد الهنود الآسيويين بسبب الحروب والضرائب في عدة فترات تاريخية، وخاصة في فترة الخلافة الأموية خلال غزو السند في القرن الثامن من قبل القائد الأموي محمد بن قاسم، إذ استُعبد عشرات الآلاف من المدنيين والمقاتلين الهنود. استمرت هذه الظاهرة في الحملات الغزنوية في الهند في القرن الحادي عشر، إذ أُسِر مئات الآلاف من الهنود ليُباعوا في أسواق العبيد في آسيا الوسطى. على سبيل المثال، جلبت جيوش الإسلام حوالي 200,000 أسير إلى غزنة في عام 1014، ما أدى إلى ازدياد العبيد والثروة في المدينة، لتوصف غزنة بأنها تشبه المدن الهندية. جُلِب حوالي 100,000 أسير إلى وسط آسيا خلال الحملة التي قادها الحاكم الغزنوي سلطان إبراهيم إلى منطقة ملتان في شمال غرب الهند. ويقال أن الغزنويين قد أسروا نحو 500,000 عبد من الرجال والنساء، إذ حدثت تجارة كبيرة بالعبيد نتيجة للفتوحات العسكرية.
وصلت هذه الممارسة ذروتها خلال الحملات العسكرية للسلطان محمود الغزنوي في الهند في الفترة ما بين عامي 1018 و1019، إذ قام جيش السلطان محمود بالغزو مع اعتقال عدد هائل من العبيد الهنود وفقًا للسجلات التاريخية، حتى أن أسعار العبيد هبطت بسبب كثرتهم. ووفقًا لما ذكره الأديب والمؤرخ العربي محمد بن عبد الجبار العتبي: «جاء التجار من مدن بعيدة لشراء العبيد، حتى امتلأت دول ما وراء النهر والعراق وخراسان بهم، واختلط العبيد البيض والسود والأغنياء والفقراء في عبودية واحدة».